# Serrote

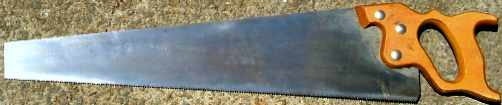
Um serrote comum.

Um serrote é uma ferramenta de corte, consiste em uma lâmina larga com dentes afiados e travados, é usado normalmente para serrar madeira. Normalmente possui cabo de madeira com encaixe para os dedos do carpinteiro. O serrote costa tem dentes menores e menos travados com reforço no dorso, é utilizado para cortes mais precisos, além disso eles precisam ser bem afiados 
.

ETIMOLOGIA.
Pequena serra, de vários tipos e formatos, com um só cabo em uma das extremidades da lâmina ou com arco de metal.
FABRICO.
O serrote é uma ferramenta composta por um cabo normalmente de madeira e uma lâmina denticulada e travada, de aço temperado. Os dentículos são classificados como travados porque a lâmina tem dentes inclinados, com cortes alternados para um lado ou para o outro, para que a ferramenta possa cortar ao ser passada.    

HISTÓRICO E CULTURA.

Homem primitivo:
As serras de corte eram baseadas em ossos pontiagudos e pedras lascadas. As possibilidades de utilização da madeira limitavam-se ao uso das rústicas ferramentas, então, o hábito de afiar o fio das ferramentas surgiu junto com as mesmas. 

Homem antes de Cristo:
Com a descoberta dos metais, houve uma evolução das ferramentas para trabalhar a madeira.
Em 3000 a.C. os egípcios utilizaram ferramentas de serra confeccionadas em bronze.
Muitos dos metais deixaram de ser usado devido a oxidação.

Século XX:
Para melhores condições e resultados no trabalho de serra, o instrumento tornou-se cada vez mais mecanizado e tecnológico, chegando a evoluir para instrumentos motorizados carburados.
TIPOS DE SERROTES.

* Para madeiras (mais comum);
* Para osso (já utilizado em açougues);
* Para ferro;
* Para plásticos (moles e duros);
* Para poda;
* Meia-esquadria;
* De costas;
* De ponta.
SEGURANÇA.
Proteção para o abrigo da serra, habitualmente executada em tecido, couro, madeira ou metal ou numa combinação desses materiais, também servindo para que um serrote possa ser portada e transportada com segurança.